# غاز
غاز (به انگلیسی: Goose)، نامی عمومی برای گونه‌هایی از پرندگان است که متعلق به خانوادهٔ مرغابیان (Anatidae) می‌باشند. خانواده مرغابیان شامل قو‌ها و اردک‌ها نیز می‌شود. این گروه از غازها خود به سه سرده تقسیم می‌شوند.
غازهای کبود (Anser) - غازهای سیاه (Branta) - غاز برفی (Chen)
غازها در زیرخانوادهٔ غازسانان (Anserinae) و به تبار غازتباران (Anserini) تعلق دارند. تعدادی از عروس‌مرغابی‌ها که از خانوادهٔ مرغابی‌های وحشی هستند و در دسته‌بندی دیگری قرار دارند نیز به نام غاز معروف‌اند.

## خاستگاه گونه‌های غاز اهلی
غازها در بیشتر نقاط جهان به خصوص دهشاد دیده می‌شوند و جزء نخستین جانورانی هستند که اهلی شدند (در برخی متون، اهلی شدن غازها را مربوط به ۳٬۰۰۰ سال پیش در مصر می‌دانند) غازهای اهلی را در رنگ‌ها و شکل‌های متفاوتی می‌توان یافت که از نظر جثه بسیار بزرگ‌تر از اجداد وحشی خود هستند. در بسیاری از کشورها، غازهای اهلی از نظر ژنتیکی بهبود یافته‌اند. از انواع غازهای اهلی می‌توان به غاز خاکستری و غاز قونما اشاره کرد.